# Elżbieta Cała
Elżbieta Cała, coniugata Szerment (Łódź, 8 giugno 1961), è un'ex cestista polacca.

## Carriera
Con la Polonia ha disputato due edizioni dei Campionati europei (1983, 1985).